# OK Human
OK Human è il quattordicesimo album in studio del gruppo musicale statunitense Weezer, pubblicato nel 2021.

## Tracce
Testi e musiche di Rivers Cuomo, eccetto dove indicato.
1. All My Favorite Songs – 3:22 (Cuomo, Ashley Gorley, Ben Johnson, Ilsey Juber)
2. Aloo Gobi – 3:03
3. Grapes of Wrath – 2:50
4. Numbers – 3:20
5. Playing My Piano – 2:36
6. Mirror Image – 1:17
7. Screens – 2:11
8. Bird with a Broken Wing – 3:51
9. Dead Roses – 2:17
10. Everything Happens for a Reason – 0:23
11. Here Comes the Rain – 2:27
12. La Brea Tar Pits – 2:50

## Formazione
- Rivers Cuomo – voce, piano
- Brian Bell – piano, chitarra acustica, organo, cori
- Scott Shriner – basso, cori
- Patrick Wilson – batteria, cori

## Classifiche
| Classifica (2021)         | Posizione massima |
| ------------------------- | ----------------- |
| Belgio (Vallonia)         | 43                |
| Canada                    | 69                |
| Germania                  | 35                |
| Regno Unito               | 91                |
| Stati Uniti               | 41                |
| Stati Uniti (alternative) | 5                 |
| Stati Uniti (rock)        | 6                 |
| Svizzera                  | 32                |